# Рейчел Діпілло
Рейчел Діпілло (англ. Rachel DiPillo, нар. 26 січня 1991, Флінт, Мічиган, США) — американська акторка. Вона найбільш відома своїми ролями Енді в комедійному драматичному телесеріалі каналу «Незаймана Джейн» та роллю доктора Сари Різ у медичному драматичному телесеріалі «Медики Чикаго».

## Біографія
Рейчел Кетрін Діпілло народилася 26 січня 1991 року у Флінті, штат Мічиган. Вона виросла в Нашвіллі, Теннессі.

## Кар'єра
У 2015 році Діпілло зіграла Енді в серіалі «Незаймана Джейн».
Навесні 2015 року вона зіграла в комедійному пілотному серіалі NBC «Зозуля», заснованому на однойменному британському ситкомі з Майклом Чіклісом і Шеріл Хайнс,, але мережа зрештою відмовилася від цього проекту.
Діпілло зіграла Сару Різ у «Медики Чикаго», прем'єра якого відбулася 17 листопада 2015 року. Вона також з'являлася у телесеріалах «Поліція Чикаго» та «Пожежники Чикаго».

## Фільмографія
| Рік       |    | Українська назва                      | Оригінальна назва                             | Роль            |
| --------- | -- | ------------------------------------- | --------------------------------------------- | --------------- |
| 2009—2010 | с  | Вперед - до успіху!                   | Big Time Rush                                 | Мила дівчина    |
| 2010      | ф  | Ель: сучасна казка про Попелюшку      | Elle: A Modern Cinderella Tale                | Тусовщица       |
| 2010      | с  | Брама                                 | The Gates                                     | Лексі Вейд      |
| 2011      | с  | Закон і порядок: Лос-Анджелес         | Law & Order: LA                               | Сільвія Лестер  |
| 2011      | с  | Кохання кусається                     | Love Bites                                    | Наташа          |
| 2011      | с  | Сестра Готорн                         | Hawthorne                                     | Сара Колтон     |
| 2011      | с  | Венді                                 | Wendy                                         | Фен             |
| 2012      | ф  | Перевертень: Звір серед нас           | Werewolf: The Beast Among Us                  | Ева             |
| 2012      | с  | Мотузки                               | The Ropes                                     | Дженні          |
| 2012      | кф | Фотофініш                             | Photo Finish                                  | Дженні          |
| 2012      | с  | Помста                                | Revenge                                       | Дженні          |
| 2012      | ф  | Початок                               | Commencement                                  | Рейчел          |
| 2012      | с  | Кістки                                | Bones                                         | Міранда Спедінг |
| 2013      | с  | Мисливці за головами                  | Untitled Bounty Hunter Project                | Джозі Скутаро   |
| 2013      | с  | Доктор Емілі Овенс                    | Emily Owens, M.D.                             | Елісон МакЛері  |
| 2014      | кф | Різновид любові                       | A Kind of Love                                | Рейчел          |
| 2014      | с  | Божевільні                            | Mad Men                                       | Шеррі           |
| 2014      | ф  | Привіт, мене звати Френк              | Hello, My Name Is Frank                       | Лора            |
| 2015      | с  | NCIS: Полювання на вбивць             | NCIS                                          | Челсі           |
| 2015      | с  | Незаймана Джейн                       | Jane the Virgin                               | Енді            |
| 2015—2025 | с  | Медики Чикаго                         | Chicago Med                                   | Сара Різ        |
| 2015—2017 | с  | Пожежники Чикаго                      | Chicago Fire                                  | Сара Різ        |
| 2016      | ф  | Літо 8                                | Summer of 8                                   | Емілі           |
| 2016      | ф  | Відновлення                           | Recovery                                      | Кім             |
| 2016      | с  | Вечірка «Таємниче вбивство» Едгара По | Edgar Allan Poe's Murder Mystery Dinner Party | Челсі           |
| 2016—2017 | с  | Поліція Чикаго                        | Chicago P D                                   | Сара Різ        |